# Another End
Another End è un film del 2024 diretto da Piero Messina.

## Trama
Dopo la morte della moglie Zoe in un incidente d'auto, Sal sprofonda in uno stato di depressione. Dato che era al volante durante l'incidente, si incolpa della morte di Zoe e arriva a tentare di uccidersi con pillole e alcol.
Sua sorella Ebe lavora presso Aeternum, un'azienda che offre una nuova tecnologia, "Another End", per dare ai familiari in lutto l'opportunità di dire addio ai propri cari morti in maniera improvvisa in un modo speciale. I ricordi, i pensieri e la personalità dell'"assente" vengono archiviati nel database dell'azienda e successivamente immessi nei corpi di soggetti vivi compiacenti, detti "locatori", solo per alcuni incontri. Il cervello del locatore assorbe i ricordi del defunto ogni volta che si addormenta. Si tratta però di un processo che non può essere ripetuto all'infinito. I parenti possono quindi interagire con la persona cara in un numero limitato di sessioni. Secondo il motto dell'azienda, questo ha lo scopo di consentire loro "un'altra fine" e di potersi dire addio. 
Ebe riesce a convincere la madre di Zoe ad accettare la "rianimazione" della figlia. Anche Sal alla fine accetta, dopo che un terapeuta e collega di Ebe gli racconta di più sul processo. Tuttavia rimane inizialmente scettico se sarà in grado di sentire un legame con "la sua Zoe", quando questa avrà un aspetto diverso.
Successivamente riconosce Zoe nel corpo di Ava e finisce per innamorarsi di nuovo di lei, non accettando il fatto di doverle dire addio. Riesce a convincere Ebe a fargli avere più sessioni con Zoe-Ava, anche se questo va contro il regolamento dell'azienda, e non vuole rassegnarsi a perdere il suo amore per la seconda volta. Una sera vede Ava in discoteca e la segue al suo posto di lavoro, nelle ore in cui non fa la locatrice, in uno strip club dove la donna si prostituisce, e in seguito la incontra diverse volte senza rivelarle di conoscerla tramite il programma "Another End". Scopre così che Ava ha perso un figlio e che si offre come locatrice per sfuggire alla routine quotidiana.
Poiché hanno superato il numero di sedute consigliato, Ava sembra ricordare poche cose del passato di Zoe. Alla fine scopre chi è Sal e si ritira dal programma. Sal cade di nuovo in depressione, ma poi apprende da Ebe che Ava l'ha contattata e vuole incontrarlo di nuovo.
Il finale è un colpo di scena assolutamente inaspettato e si rimanda alla nota per evitare lo spoiler.

## Promozione
Il primo trailer del film è stato diffuso il 15 febbraio 2024.

## Distribuzione
Il film è stato presentato in concorso alla 74ª edizione del Festival internazionale del cinema di Berlino il 18 febbraio 2024 e distribuito nelle sale italiane il 21 marzo seguente.

## Accoglienza

### Incassi
Il film ha incassato 205660 € con 31648 presenze.

## Riconoscimenti
- 2024 – Festival internazionale del cinema di Berlino[7]
  - In concorso per l'Orso d'oro